# Río Negro (Valle de Arán)
El río Negro (en occitano: Nere) es un río que discurre por el Valle de Arán, es afluente del Río Garona.
Nace en los lagos glaciares del Lac deth Hòro y Estanh Nere en la parte alta del Valle del Negro, valle coronado por los picos de la Forcanada o Malh des Pois (2883 m) y Cap deth Hòro de Molières o Cap de Toro (2971 m). 
El río se va alimentando a lo largo de su trayecto de varios barrancos como el de Hereishedo, deth Pòrt o Sant Estèue, hasta su desembocadura en el Garona en la localidad de Viella .

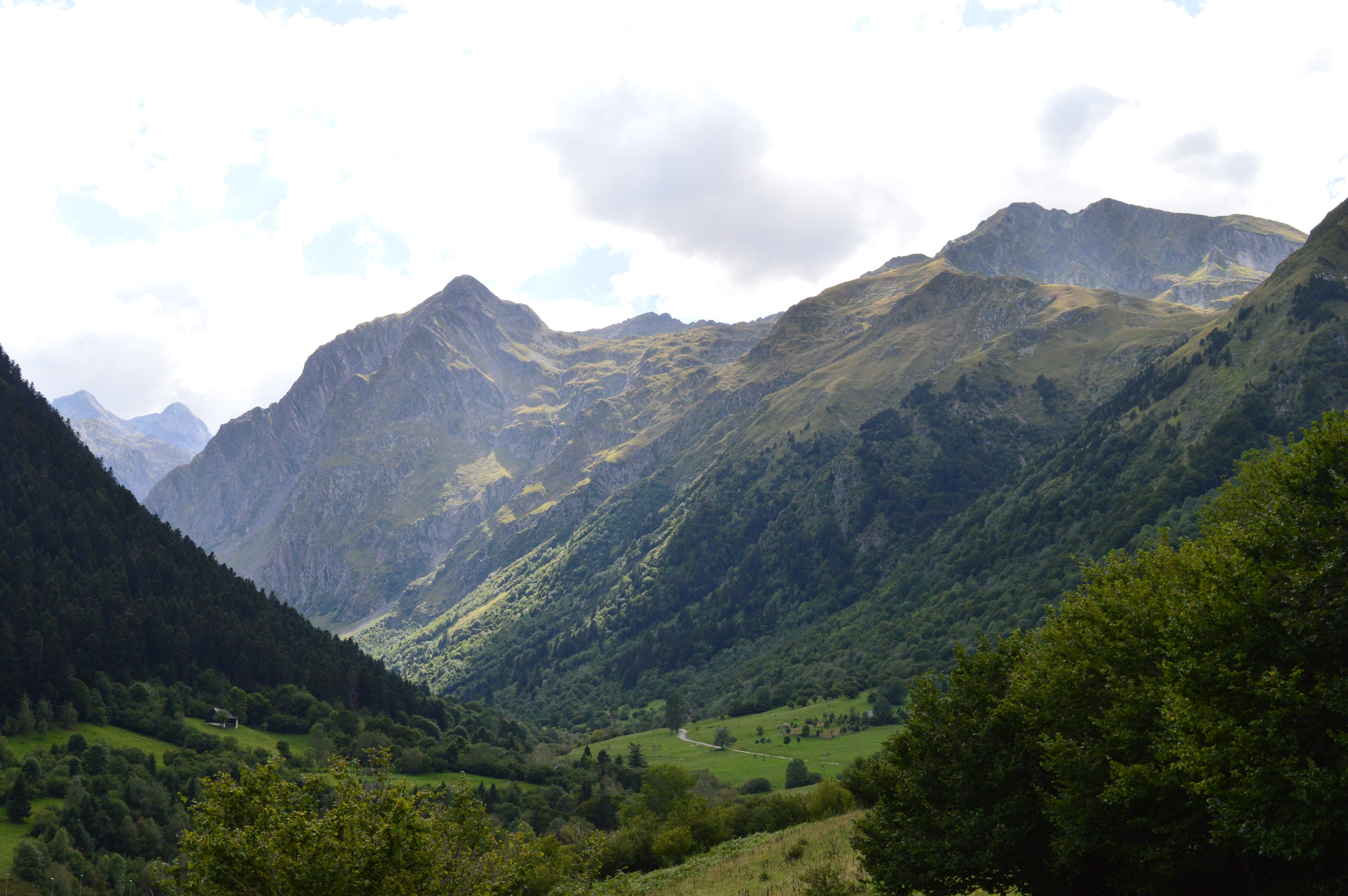
Valle del río Negro